# Basilica Julia
De Basilica Julia was een basilica bedoeld als als handels- en bijeenkomstlocatie op het Forum Romanum in Rome.
De basilica stond aan de Via Sacra en werd in 55 v.Chr. gebouwd op de plaats van de Basilica Sempronia uit 169 v.Chr. Het werd gebouwd in opdracht van Julius Caesar, aan wie het gebouw zijn naam dankte, maar de bouw werd pas onder zijn opvolger Augustus voltooid.
De basilica had destijds een oppervlakte van 101 bij 49 meter. Het gebouw was geheel bekleed met kostbaar wit marmer. Het centrale schip, dat 80 bij 20 meter mat, werd aan weerszijden van twee smallere zijbeuken voorzien. Aan de Forumzijde stonden in nissen beelden van de belangrijke kunstenaars als Praxiteles en Polycletus. In de toegangstrappen zijn resten van dobbel- en dominospelen gevonden waar de Romeinse burgers zich in de schaduw van het dak van de basilica mee vermaakten.
Tijdens haar bestaan is de Basilica meerdere beschadigd en weer opgebouwd, maar heeft na 55 v.Chr. altijd dezelfde naam gehouden. Augustus moest het gebouw kort na de inhuldiging in 12 n.Chr. al herstellen na een eerste brand. Tijdens de regering van Diocletianus, aan het einde van de derde eeuw, verwoeste een grote brand meerdere gebouwen op het forum, waaronder de basilica die wel weer werd herbouwd. In 410 vielen de Visigoten onder Alarik I de stad binnen, waarbij de basilica wederom werd verwoest. Het gebouw werd daarna niet meer hersteld en diende als vindplaats voor bouwmaterialen en marmer. 

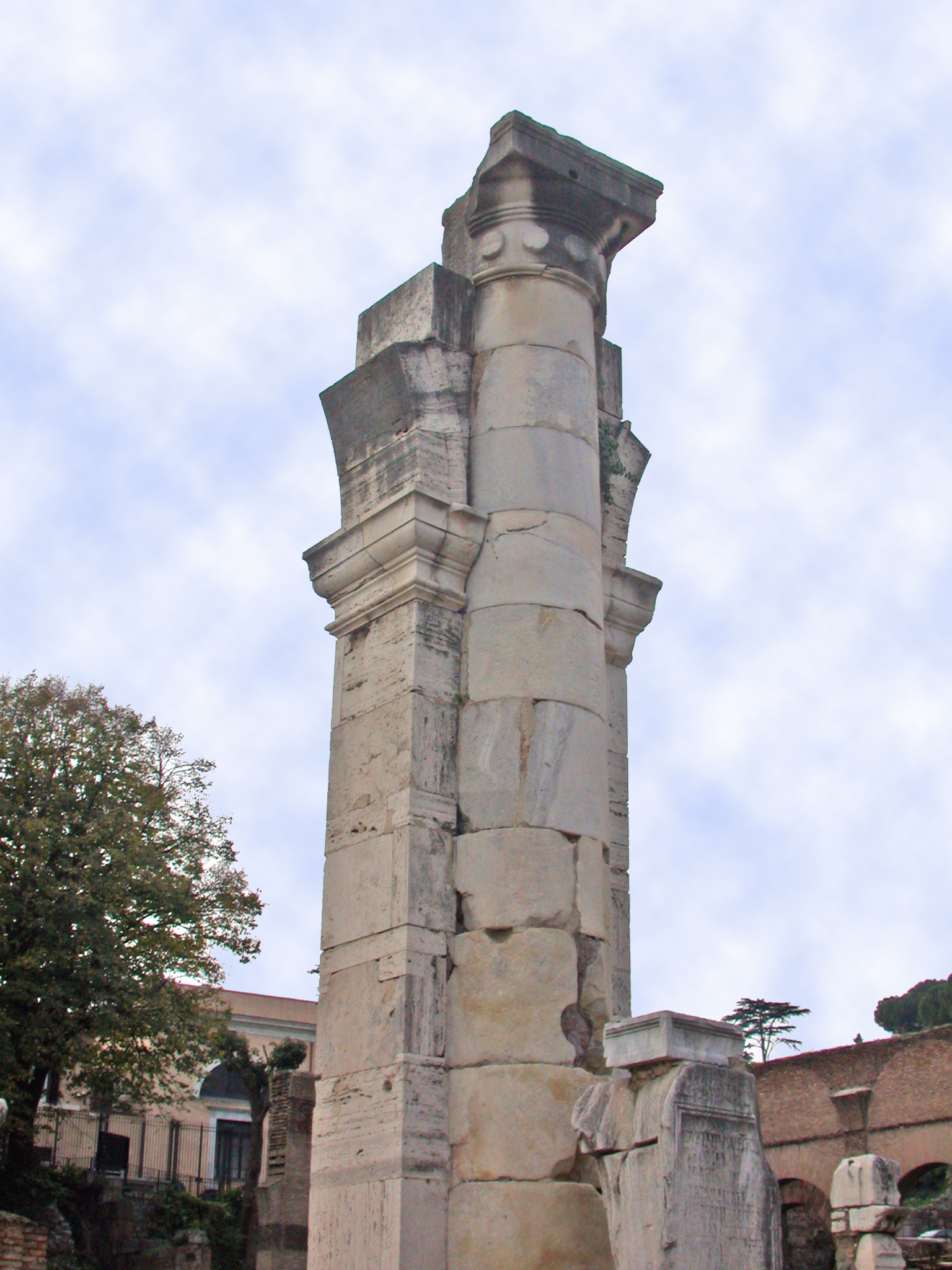
Heropgerichte zuil van de voorzijde van de Basilica Julia